# Ishikawa Yasukatsu
Ishikawa Yasukatsu est un nom japonais traditionnel ; le nom de famille (ou le nom d'école), Ishikawa, précède donc le prénom (ou le nom d'artiste).
Ishikawa Yasukatsu (石川 康勝) est un commandant militaire et un daimyo (seigneur féodal) de la période Azuchi-Momoyama au début de la période Edo. Il fut le seigneur du domaine d'Oku-Nishina dans la province de Shinano. Il est le deuxième fils de Ishikawa Kazumasa. 

## Biographie
En 1584, lorsque Hideyasu, le deuxième fils de Tokugawa Ieyasu, se rendit à Osaka en tant qu'otage du clan Toyotomi, Ishikawa Yasukatsu et son frère aîné Yasunaga devinrent les serviteurs dévoués de Hideyasu. L'année suivante, lorsque leur père Kazumasa a quitté le service de Ieyasu, les deux frères sont entrés au service de Toyotomi Hideyoshi.
Ishikawa Yasukatsu s'est installé au château de Nagoya à Hizen pendant la guerre d'Imjin en 1592. À la mort de son père, il hérite de 15 000 koku. Yasukatsu commande 350 hommes en 1594, lors de la guerre menée par Toyotomi Hideyoshi en Corée.
En 1600, il s'est rallié au clan Tokugawa. Il participe notamment au siège du château d'Ueda sous le commandement du futur shogun Tokugawa Hidetada, ce qui l'empêche d'être présent à la bataille de Sekigahara. Malgré sa proximité avec les Tokugawa à cette époque,Yasukatsu était également un ami proche de Toyotomi Hideyori, qu'il représente lors d'une cérémonie au temple Toyokuni le 18 août 1613. 
En 1614, il change de nouveau de camp et rejoint le château d'Osaka aux côtés de Toyotomi Hideyori pour combattre les Tokugawa. Il combat notamment lors de la série de batailles que l'on regroupe sous l'appellation générale de siège d'Osaka. Il est blessé une première fois lors du siège de Sanada-maru, pendant l'hiver 1614-1615 lors d'un accident avec un canon en tentant de bombarder les troupes de Matsudaira Tadanao.
En 1615, pendant la campagne d'été, Yasukatsu prend part à la bataille de Tennōji, au cours de laquelle il est tué.